# André Kamperveen
Rudi André Kamperveen,  né le 24 septembre 1924 à Paramaribo et mort le 8 décembre 1982, est un footballeur, dirigeant de football, homme politique et homme d'affaires surinamien.

## Biographie
Au cours de sa carrière de footballeur, l'avant-centre représente l'équipe du Suriname, équipe dont il est le capitaine, dans les années 1940. En club, il joue au Brésil, en faveur  du Paysandu Sport Club, ainsi qu'aux Pays-Bas. Il est le premier joueur surinamien à évoluer professionnellement aux Pays-Bas, avec le club du HFC Haarlem.
Après sa carrière de joueur, il devient ministre des sports du Suriname. Il participe à la création de l'Union caribéenne de football, en 1978, et il est choisi comme premier président du syndicat. Il est également vice-président de la FIFA.
Il est tué en 1982 dans le cadre des massacres de décembre. Son corps porte des blessures à la mâchoire et un gonflement du visage, 18 blessures par balles dans la poitrine, un tir enroulé dans la tempe droite, une fracture du fémur et un bras fracturé.
Il est intronisé au Temple de la renommée de la CONCACAF. Le Stade André Kamperveen est nommé en son honneur.